# سمير نوار
سمير نوار مخرج مصري من مواليد 10 أغسطس 1944، حصل علي دبلوم المعهد العالي للسينما قسم التمثيل عام 1966.
قام سمير نوار بالتمثيل في مسلسل «البنورة المسحورة» للمخرج نور الدمرداش عام 1964 وذلك قبل تخرجه من المعهد، وكانت بداية عمله في الكتابة للسينما عام 1970 مع فيلم «الساعات الرهيبة» للمخرج عبد الحميد الشاذلي. كانت آخر أعماله هي إخراج وكتابة قصة وسيناريو وحوار فيلم «X علامة معناها الخطأ» عام 1980، وبعدها اقتصر نشاطه على توزيع الأفلام من خلال شركتين للتوزيع إحداهما بالقاهرة والأخرى بأمريكا.

## قائمة أعماله
فيلم «X علامة معناها الخطأ» عام 1980 (إخراج وتأليف وصوت)
فيلم «عشاق تحت العشرين» للمخرج هنري بركات عام 1979 (تأليف)  
فيلم «ليل ورغبة» للمخرج يحيى العلمي عام 1977 (سيناريو وحوار)  
فيلم «وجها لوجه» للمخرج أحمد فؤاد عام 1976 (قصة وسيناريو وحوار)  
فيلم «بائعة الحب» للمخرج سيمون صالح عام 1975 (قصة وسيناريو وحوار)  
فيلم «رجال لا يخافون الموت» للمخرج نادر جلال عام 1973 (قصة وسيناريو وحوار)
فيلم «الأضواء» للمخرج حسين حلمي المهندس عام 1972 (تمثيل)
فيلم «ولدي» للمخرج نادر جلال عام 1972 (قصة وسيناريو وحوار وتمثيل)  
مسلسل «القاهرة والناس» للمخرج محمد فاضل (مخرج) عام 1972 (تمثيل)  
مسرحية «ليلى والمجنون» للمخرج سمير العصفوري عام 1972 (تمثيل)
فيلم «الساعات الرهيبة» للمخرج عبد الحميد الشاذلي عام 1970 (تأليف)
مسلسل «البنورة المسحورة» للمخرج نور الدمرداش عام 1964 (تمثيل)

## وصلات خارجية
- سمير نوار على موقع الدهليز
- سمير نوار على موقع قاعدة بيانات الأفلام العربية
- سمير نوار على موقع دهليز
- سمير نوار على موقع كاروهات